# Herb Żyrardowa
Herb Żyrardowa – jeden z symboli miasta Żyrardów w postaci herbu ustanowiony w 1959 roku.

## Wygląd i symbolika
Herb przedstawia w żółtym (złotym) polu herbowym stylizowany budynek fabryki o czerwonym ceglanym murze, z trzema kominami, z których unosi się prosto ku górze biały dym. Środkowy komin jest nieco wyższy od dwóch pozostałych. W bramie fabryki widnieje czarny monogram „Ƶ”, nawiązujący do pierwszej litery nazwy miasta i za nim białe czółenko tkackie z częściowo wyciągniętą nicią. Fabryka i czółno tkackie nawiązują do przemysłowych początków obecnego Żyrardowa, który z osady Ruda Guzowska dzięki rozwojowi m.in. przemysłu włókienniczego stał się miastem powiatowym.